# جورج هنتر (سياسي نيوزلندي)
جورج هنتر (بالإنجليزية: George Hunter)‏ هو سياسي نيوزلندي، ولد في 1859 في نيوزيلندا، وتوفي في 20 أغسطس 1930 في نفس البلد. حزبياً، نشط في Reform Party (New Zealand) ‏. وقد انتخب عضو مجلس النواب نيوزيلندا عن دائرة Waipawa (New Zealand electorate) ‏ (1896 – 1930).